# Ooencyrtus prenidis
Ooencyrtus prenidis är en stekelart som beskrevs av Charles Joseph Gahan 1944. Ooencyrtus prenidis ingår i släktet Ooencyrtus och familjen sköldlussteklar.
Artens utbredningsområde är Puerto Rico. Inga underarter finns listade i Catalogue of Life.